# Liste der Schienenverkehrsstrecken in Sardinien
Nachfolgend sind alle Schienenverkehrsstrecken in Sardinien aufgelistet. Die Listen umfassen alle Strecken, die in Sardinien im Schienenverkehr betrieben wurden oder werden.

## Eisenbahnen (Normalspur)
| Strecke                                    | Spur- weite mm | Glei- se | Länge km | Antrieb durch | von     | bis | Betrieb durch | Bemerkung      |
| ------------------------------------------ | -------------- | -------- | -------- | ------------- | ------- | --- | ------------- | -------------- |
| Cagliari–San Gavino Monreale               | 1435           | 2        | 50,7     | Diesel        | 1871/83 | ib  | FS            |                |
| San Gavino Monreale–Golfo Aranci Marittima | 1435           | 1        | 254,4    | Diesel        | 1871/83 | ib  | FS            |                |
| Olbia–Olbia Marittima                      | 1435           | 1        | 2,4      | Diesel        | ?       | ?   | FS            | abgebaut       |
| Decimomannu–Iglesias                       | 1435           | 1        | 37,1     | Diesel        | 1872    | ib  | FS            |                |
| Ozieri-Chilivani–Porto Torres Marittima    | 1435           | 1        | 66,3     | Diesel        | 1874    | ib  | FS            |                |
| Villamassargia–Carbonia                    | 1435           | 1        | 22,3     | Diesel        | 1956    | ib  | FS            |                |
| Porto Torres – Tanklager                   | 1435           | 1        | ~ 2,0    | Diesel        | ?       | ?   |               | abgebaut       |
| Sanluri – Keller Elettromeccanica          | 1435           | 1        | ~ 8      | Diesel        | ?       | ib  |               | Anschlussgleis |

## Eisenbahnen (Schmalspur)
| Strecke                                 | Spur- weite mm | Glei- se | Länge km | Antrieb durch | von     | bis     | Betrieb durch | Bemerkung                            |
| --------------------------------------- | -------------- | -------- | -------- | ------------- | ------- | ------- | ------------- | ------------------------------------ |
| Gairo Taquisara–Jerzu                   | 950            | 1        | 8,7      |               | 1893    | 1956    | FCS           |                                      |
| Sarcidano–Villacidro                    | 950            | 1        | 64,0     |               | 1915    | 1956    | FCS           | abgebaut, seit 1991 teilweise Radweg |
| Villamar–Ales                           | 950            | 1        | 26,2     |               | 1915    | 1956    | FCS           | abgebaut                             |
| Monti–Luras                             | 950            | 1        | 28,3     |               | 1888    | 1958    | SFS           |                                      |
| Tirso–Chilivani                         | 950            | 1        | 78,8     | Dampf, Diesel | 1891/93 | 1969    | FCS           | abgebaut                             |
| Isili–Sorgono                           | 950            | 1        | 83,1     | Diesel        | 1889    | ib      | FdS           | Trenino Verde                        |
| Macomer–Bosa                            | 950            | 1        | 45,9     | Diesel        | 1888    | ib      | FdS           | Trenino Verde                        |
| Bosa Marina–Bosa                        | 950            | 1        | 2,2      |               | 1888    | 1981 ?  | FdS           |                                      |
| Macomer–Nuoro                           | 950            | 1        | 57,8     | Diesel        | 1889    | ib      | FdS           |                                      |
| Mandas–Arbatax                          | 950            | 1        | 159,4    | Diesel        | 1894    | ib      | FdS           | Trenino Verde                        |
| Monserrato–Isili                        | 950            | 1        | 71,1     | Diesel        | 1888    | ib      | FdS           | Trenino Verde                        |
| Sassari–Alghero                         | 950            | 1        | 33,7     | Diesel        | 1889    | ib      | FdS           |                                      |
| Alghero–Alghero Porto                   | 950            | 1        | 1,3      | Diesel        | 1889    | 1988    | FdS           |                                      |
| Sassari–Palau                           | 950            | 1        | 150,2    | Diesel        | 1931/32 | ib      | FdS           | Trenino Verde                        |
| Sassari–Sorso                           | 950            | 1        | 9,9      | Diesel        | 1930    | ib      | FdS           |                                      |
| Siliqua–San Giovanni Suergiu            | 950            | 1        | 58,3     | Dampf, Diesel | 1926    | 1968–74 | FMS           |                                      |
| San Giovanni Suergiu–Sant’Antioco Ponti | 950            | 2        | 8,1      | Dampf, Diesel | 1926    | 1974    | FMS           |                                      |
| Sant’Antioco Ponti–Calasetta            | 950            | 1        | 12,9     | Dampf, Diesel | 1926    | 1974    | FMS           |                                      |
| San Giovanni Suergiu–Carbonia           | 950            | 2        | 7,4      | Dampf, Diesel | 1926    | 1969–74 | FMS           |                                      |
| Carbonia–Iglesias                       | 950            | 1        | 25,7     | Dampf, Diesel | 1926    | 1969–74 | FMS           |                                      |

## Straßen- / Stadtbahnen
| Strecke                                                                      | Spur- weite mm | Glei- se | Länge km | Antrieb durch | von  | bis  | Betrieb durch | Bemerkung |
| ---------------------------------------------------------------------------- | -------------- | -------- | -------- | ------------- | ---- | ---- | ------------- | --------- |
| Straßenbahn Cagliari                                                         | 950            | 1        |          | 800 V =       | 1912 | 1973 |               |           |
| Tramvia di Campidano Cagliari–Monserrato–Quartu S. Elena                     | 950            | 1        | ~ 10,0   | 800 V =       | 1892 | 1961 |               |           |
| Stadtbahn Cagliari Piazza della Repubblica – San Gottardo – Policlinico      | 950            | 1        | ~ 6      | 750 V =       | 2008 | ib   |               |           |
| Stadtbahn Cagliari San Gottardo – Settimo San Pietro                         | 950            | 1        | ~ 6      | 750 V =       | 2015 | ib   |               |           |
| Stadtbahn Sassari Santa Maria di Pisa – Bahnhof Sassari – Emiciclo Garibaldi | 950            | 1        | 4,3      | 750 V =       | 2006 | ib   |               |           |

## Werkbahnen
| Strecke                                     | Spur- weite mm | Glei- se | Länge km | Antrieb durch | von  | bis  | Betrieb durch | Bemerkung |
| ------------------------------------------- | -------------- | -------- | -------- | ------------- | ---- | ---- | ------------- | --------- |
| Miniera di Monteponi–Portovesme             | 950            | 1        | 20,1     |               | 1876 | 1963 | MM            |           |
| Pantaleo–Porto Botte                        | ?              | 1        | 27,1     |               | 1887 | 1953 | MSL           |           |
| Miniera di S.Leone–La Maddalena             | ?              | 1        | 15,4     |               | 1862 | 1953 | MSL           |           |
| Pauceris–S. Lucia                           | ?              | 1        | ~ 6,0    |               | 1862 | 1953 | MSL           |           |
| San Gavono–Sciria                           | 600            | 1        | 18,2     |               | 1876 | 1958 | SMM           |           |
| Piscinas–Tinacoi–Gennamari                  | ?              | 1        | 7,2      |               | 1871 | 1943 | MGI           |           |
| Tinacoi–Naracauli                           | ?              | 1        | 1,8      |               | 1871 | 1943 | MGI           |           |
| Porto Torres–Miniera di Monteferro-Canaglia | ?              | 1        | 18,0     |               | ?    | ?    | ?             |           |